# Artaix
Artaix ist eine französische Gemeinde mit 343 Einwohnern (Stand: 1. Januar 2022) im Département Saône-et-Loire in der Region Bourgogne-Franche-Comté (vor 2016 Bourgogne). Sie gehört zum Arrondissement Charolles und zum Kanton Paray-le-Monial (bis 2015 Marcigny). Die Einwohner werden Artaisiens genannt.

## Geographie
Artaix liegt in der Landschaft Charolais an der Loire. Nachbargemeinden von Artaix sind Chambilly im Norden, Marcigny im Nordosten, Saint-Martin-du-Lac im Osten, Melay im Süden, Chenay-le-Châtel im Westen und Südwesten sowie Céron im Nordwesten.

## Bevölkerungsentwicklung
| Jahr                      | 1962 | 1968 | 1975 | 1982 | 1990 | 1999 | 2006 | 2011 | 2016 |
| Einwohner                 | 576  | 523  | 429  | 416  | 352  | 336  | 392  | 370  | 325  |
| Quelle: Cassini und INSEE |      |      |      |      |      |      |      |      |      |

## Sehenswürdigkeiten
- Kirche Saint-Julien aus dem 19. Jahrhundert

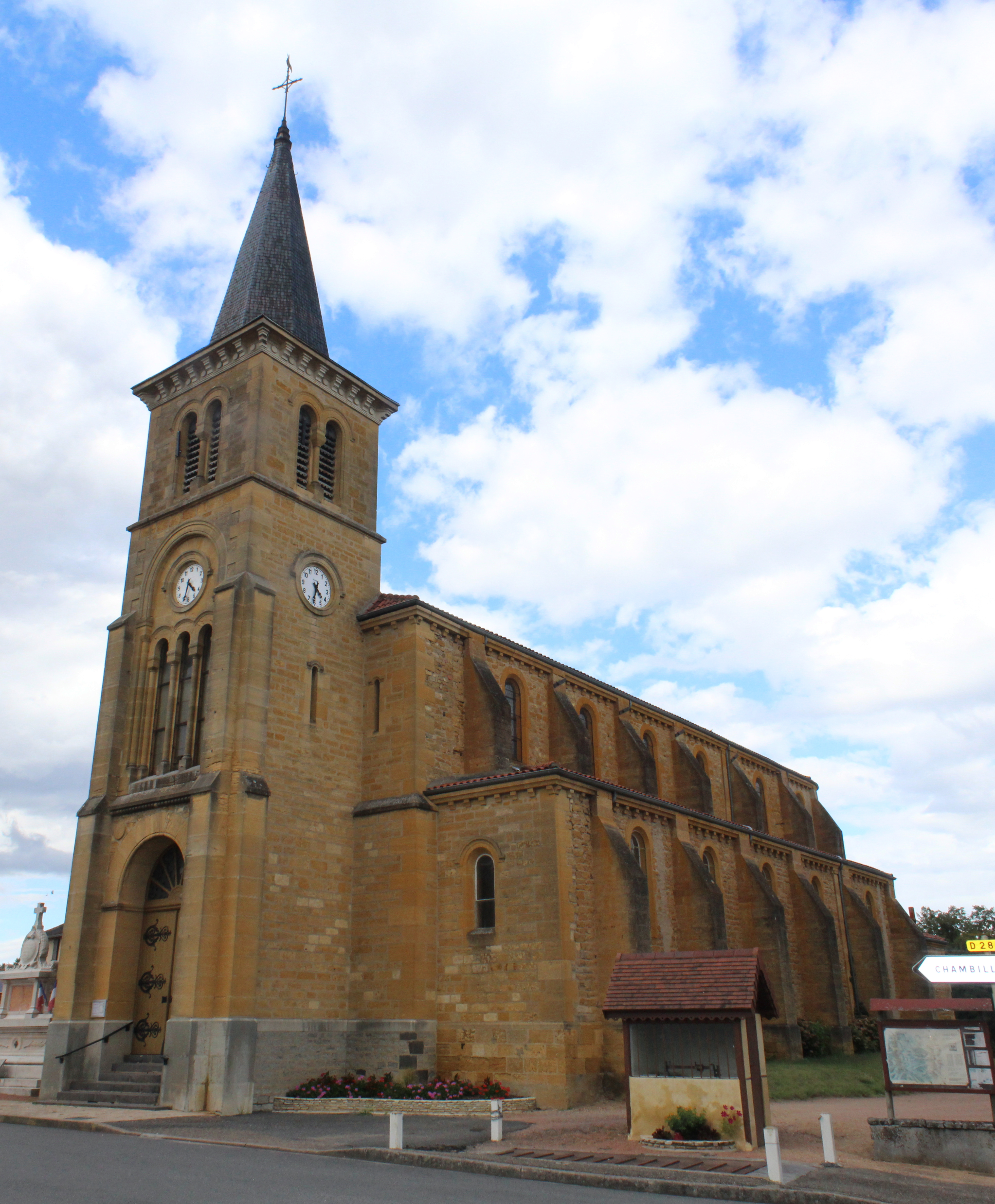
Kirche Saint-Julien

## Persönlichkeiten
- José Pelletier (1888–1970), Radrennfahrer